# Olszana
Olszana ist eine Ortschaft mit einem Schulzenamt der Gemeinde Podegrodzie im Powiat Nowosądecki der Woiwodschaft Kleinpolen, Polen.

## Geographie
Der Ort liegt am Bach Jastrzębik in den Inselbeskiden (Beskid Wyspowy).
Das Dorf hat eine Fläche von 797 ha (12,3 % der Landgemeinde).
Die Nachbarorte sind Olszanka im Südosten, Szczereż im Süden, Łącko im Südwesten, Czarny Potok im Westen, Jadamwola im Norden.

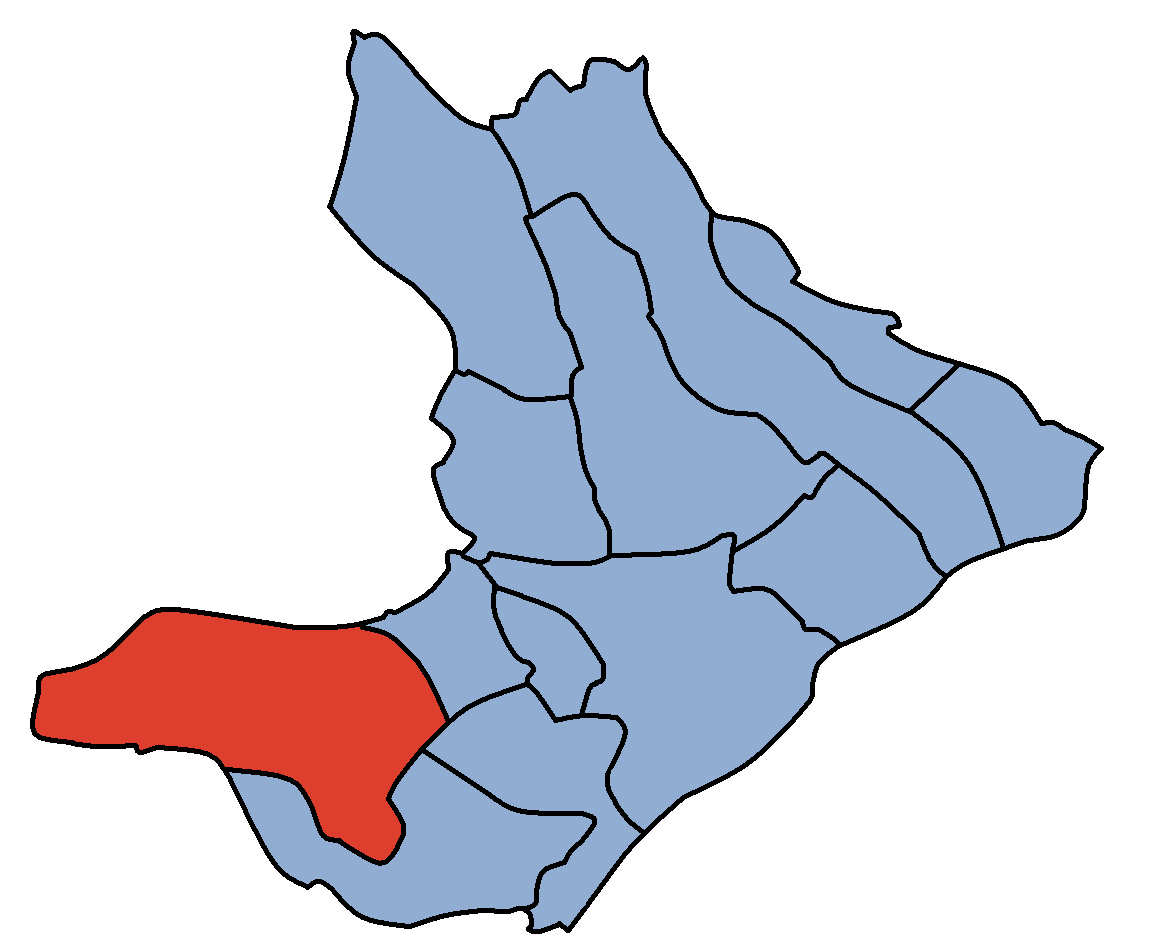
Das Dorf in der Gemeinde

## Geschichte
Der Ort wurde im Jahre 1289 als Olsana erstmals urkundlich erwähnt. Der Name ist abgeleitet von den Erlen (polnisch olsza). Im Jahre 1317 wurde er nach dem Magdeburger Recht gegründet. Er gehörte ursprünglich zu den Klarissen in Stary Sącz.
Nach der Ersten Teilung Polens kam Olszana zum neuen Königreich Galizien und Lodomerien des habsburgischen Kaiserreichs (ab 1804). Im Jahre 1900 hatte das Dorf 630 Einwohner, davon alle polnischsprachig und römisch-katholisch.
1918, nach dem Ende des Ersten Weltkriegs und dem Zusammenbruch der k.u.k. Monarchie, kam Olszana zu Polen. Unterbrochen wurde dies durch die Besetzung Polens durch die Wehrmacht im Zweiten Weltkrieg, während der es zum Generalgouvernement gehörte.
Von 1975 bis 1998 gehörte Olszana zur Woiwodschaft Nowy Sącz.

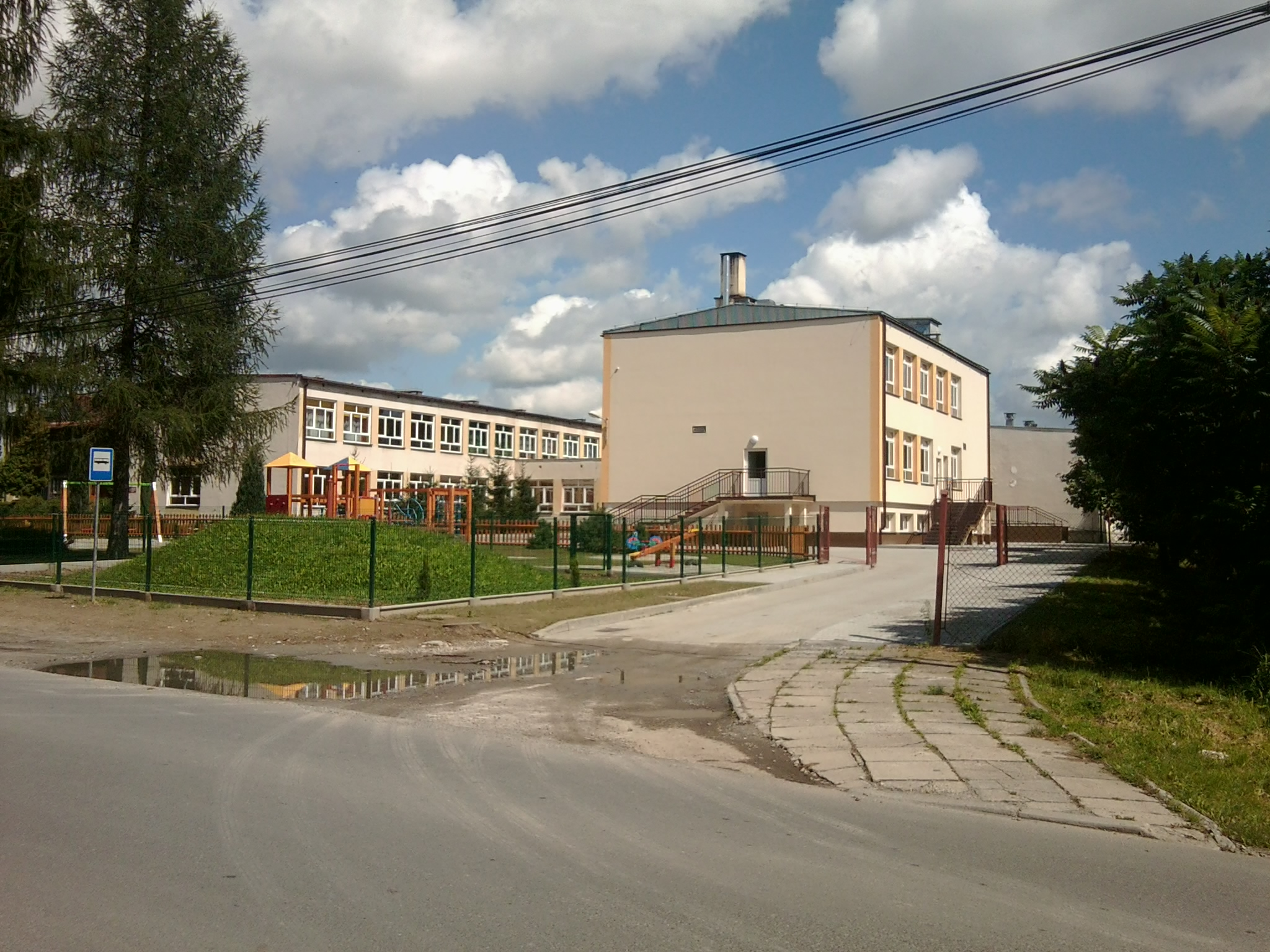
Schule